# Le Passe-muraille (téléfilm, 1977)
Pour les articles homonymes, voir Le Passe-muraille (homonymie).
Pour plus de détails, voir Fiche technique et Distribution.
Le Passe-muraille est un téléfilm français réalisé par Pierre Tchernia et diffusé pour la première fois à la télévision française en 1977. Il est inspiré de la nouvelle Le Passe-muraille de Marcel Aymé.

## Synopsis
Un modeste employé de bureau au ministère de l'enregistrement mène une vie de célibataire paisible à Montmartre jusqu'au jour où il s'aperçoit qu'il possède le don singulier de passer à travers les murs. Ne l'employant d'abord qu'avec parcimonie, il va peu à peu se servir de son don pour se faciliter la vie, se vengeant des humiliations de son chef de bureau et cambriolant les banques en signant ses crimes sous le pseudonyme de Garou-Garou.

## Fiche technique
- Réalisation : Pierre Tchernia
- Scénario : d'après la nouvelle Le Passe-Muraille de Marcel Aymé
- Photographie : Jean Paul-Rabier
- Effets spéciaux : Jean Gaillard
- Montage : Andrée Zigarro
- Décors : Michel Janiaud, Richard Cunin
- Musique : Gérard Calvi
- Durée : 55 minutes
- Genre : Comédie dramatique
- Date de diffusion : 24 décembre 1977 sur Antenne 2

## Distribution
- Michel Serrault : Dutilleul
- Andréa Ferréol : La belle dame
- Pierre Tornade : Le chef de bureau
- Roger Carel : Le directeur de la prison
- Jean Obé : Le docteur
- Georges Atlas : Huchemin
- Raoul Curet : Malefroi
- Robert Rollis : Le coiffeur / buraliste
- Marco Perrin : Le mari jaloux
- Jean-Marc Thibault : Le chanteur de rue
- Michel Muller : Buge

## Autour du film
Ce téléfilm a été spécialement conçu pour être diffusé le soir de Noël, l'histoire se prêtant parfaitement à l'ambiance du réveillon.
L'écriture du scénario et sa réalisation ont été confiés à Pierre Tchernia qui y collabore avec Michel Serrault, héros de ses films de cinéma Le Viager et Les Gaspards ainsi que Roger Carel et Pierre Tornade, qui participèrent à la première œuvre audiovisuelle basée sur les aventures d'Astérix le gaulois : Deux romains en Gaule.
Pierre Tchernia est un admirateur de longue date de l'œuvre de Marcel Aymé, qu'il a découverte à 15 ans en lisant justement Le Passe-muraille.

## DVD
En 2012, INA éditions a sorti un coffret 2DVD regroupant quatre adaptations télévisées de Marcel Aymé. Sorti dans la collection Les Inédits fantastiques, le coffret contient également Le Nain de Pierre Badel, La Bonne Peinture de Philippe Agostini avec Claude Brasseur et La Grâce, réalisé par Pierre Tchernia avec Michel Serrault, Rosy Varte et Roger Carel.